# 곽태휘
곽태휘 (한국 한자: 郭泰輝, 1981년 7월 8일 ~ )는 대한민국의 전 축구 선수이자 현 축구 지도자로 포지션은 센터백이었다. 2025년부터 K리그 기술위원으로 활동하고 있다.

## 클럽 경력

### FC 서울 입단
일반학생으로 순심고등학교를 다니다가 대구공업고등학교로 옮겨 늦깍이 축구인생을 시작했다. 선수생활을 상당히 늦게 시작했기에 주변에서 만류에도 불구하고 그는 도전했다.
이미 고등학교 1학년때 신장이 180cm를 넘어섰고 타고난 신체조건과 피나는 노력 덕분에 고등학교 2학년때부터 경기에 나설 수 있게 되었다. 하지만 시련이 닥쳤다. 연습게임을 하던 도중에 공이 왼쪽 눈에 맞아 실명하기에 이르렀고 그로인해 축구선수의 꿈이 물건너가게 되었다. 하지만 그는 주변 지인들의 만류에도 포기하지 않았고 1년여 간의 재활 끝에 다시 그라운드에 서게 되었다. 그는 고된 시련에 무릎 꿇지 않았고 피나는 노력으로 끝까지 도전했다.
그결과 4년만에 고등학교를 졸업함과 동시에 프로팀 3곳과 고려대학교 등등...명문대학교에서 입단제의가 왔다. 하지만 그는 은사 곽병유(전 대구공고 감독)의 조언에 따라 중앙대학교에 입단하였고 일취월장의 실력으로 졸업후 FC서울에 입단해 프로데뷔를 했다.

### 전남 드래곤즈
2007년 7월 25일 여름 이적 기간에 전남 드래곤즈의 김진규를 상대로 트레이드 되었으며, 그 해 11월 25일 FA컵 결승 1차전에서 결승골을 넣어, 팀의 우승에 일조했다.

### J리그 진출
2010년 J리그 팀 교토 상가 FC로 이적하였다.

### 울산 현대
2011년 울산 현대로 이적, K리그 무대로 복귀했다. 울산 이적 이후에는 팀을 2011 시즌 최소 실점팀으로 이끌었고, 플레이오프에서는 2골을 기록하며 팀의 리그 준우승에 기여하였다. 이와 동시에 센터백임에도 팀 내 최다골도 기록하며 공수에 걸쳐 활약하였다. 이 때문에 그는 골넣는 수비수라는 별명을 갖게되었다. 2012년에는 울산 소속으로 AFC 챔피언스리그에 출전하여 울산의 대회 무패 우승에 기여하였고, 결승전에서는 헤딩골로 선제골을 기록하기도 했다.

### 중동 진출
2013년 1월 사우디아라비아의 알 샤바브로 이적했으며 2013년 12월 27일 알힐랄로 이적하였으며 12월 29일 데뷔전에서 데뷔골을 터트렸다. 사우디아라비아에서의 인기는 연예인을 넘어섰다. 2014년엔 브라질 월드컵에 최종 엔트리에 포함되었다.

### FC 서울 복귀
2016년 7월 7일 프로축구 선수 커리어를 시작했던 FC 서울과 2018년까지 계약하며 친정팀에 복귀하였다.2016년 7월 13일 FC 서울에 공식 입단했다.

### 경남 FC
2019시즌을 앞두고 경남 FC로 이적했다.
그 후, 2020 시즌을 끝으로 현역 은퇴를 선언하였고, 서정원 감독이 부임한 청두 룽청에서 코치로 부임하여 지도자로서 제2의 축구 인생을 시작하게 되었다.

## 국가대표팀 경력
2004년 사이 대한민국 U-23 축구 국가대표팀에 선발되었지만 출전 기회를 많이 잡지는 못 하였다. 올림픽 최종 예선까지는 엔트리에 살아남았지만 그 후 올림픽 본선에는 참가하지 못하였다.
허정무 감독이 선임된 후 처음으로 열렸던 A매치인 2008년 1월 30일 칠레와의 평가전을 통해 A매치에 데뷔했으며, 2번째로 출장한 A매치인 월드컵 3차 예선 투르크메니스탄전에서 헤딩으로 A매치 첫 골을 터트렸다.
2010년 2월 10일 동아시아컵에서 중국과의 경기에서 미스 플레이로 실점의 빌미를 제공하였고, 이 경기에서 대한민국은 A매치에서 32년 만에 처음으로 중국에게 3:0으로 패배하였다.
2010년 3월 2일 영국 런던에서 펼쳐진 코트디부아르전에서 헤딩 골로 2:0으로 승리하는데 기여를 했다.
2010년 FIFA 월드컵 26명 예비 엔트리로 대표팀에 합류했으나, 전지 훈련 도중 가진 평가전인 벨라루스전에서 다리 부상을 당해 최종 엔트리에서 제외되어 데뷔 첫 월드컵 출전을 포기하고 국내로 돌아왔다.
2011년 AFC 아시안컵에서 조별 리그 바레인전과 인도전에서 페널티킥을 허용하며 실점의 빌미를 제공하였다.
국가대표팀 감독이 최강희 감독으로 교체된 2014년 FIFA 월드컵 아시아 지역 3차 예선 쿠웨이트전에서 처음으로 대표팀 주장으로 출전하였다.
그 이후 2012년 6월 8일 2014년 FIFA 월드컵 아시아 지역 최종 예선 카타르전에서 헤딩 역전골을 넣었다. 팀은 4-1 대승을 거두었다.
아2014년 12월 22일 발표된 2015 AFC 아시안컵 최종 명단에 포함되었다.
울리 슈틸리케 감독의 승부수에 의해 2015 AFC 아시안컵 결승전에 원톱 공격수로 뛴 적이 있다. 물론 이는 성공적이었으며 곽태휘는 손흥민의 동점골을 도왔다.

## 경력 통계

### 국가대표팀 득점 기록
| 득점 | 일자             | 장소          | 상대팀         | 득점 순서 | 최종 결과 | 대회                                     |
| ---- | ---------------- | ------------- | -------------- | --------- | --------- | ---------------------------------------- |
| 1    | 2008년 2월 2일   | 대한민국 서울 | 투르크메니스탄 | 1 - 0     | 4 - 0     | 2010년 FIFA 월드컵 아시아 지역 3차 예선  |
| 2    | 2008년 2월 17일  | 중국 충칭     | 중화인민공화국 | 3 - 2     | 3 - 2     | 2008년 동아시아컵                        |
| 3    | 2008년 10월 15일 | 대한민국 서울 | 아랍에미리트   | 4 - 1     | 4 - 1     | 2010년 FIFA 월드컵 아시아 지역 최종 예선 |
| 4    | 2010년 3월 3일   | 잉글랜드 런던 | 코트디부아르   | 2 - 0     | 2 - 0     | 친선 경기                                |
| 5    | 2012년 6월 8일   | 카타르 도하   | 카타르         | 2 - 1     | 4 - 1     | 2014년 FIFA 월드컵 아시아 지역 최종 예선 |

## 그 외
고등학교 시절 경기 중 입은 부상으로 왼쪽 눈은 형체 정도만 분간 할 수 있는 수준의 실명에 가까운 상태이며, 이 부상 때문에 고등학교를 4년 만에 졸업했다. 이로 인해 병역 의무 또한 면제를 받았다. 곽태휘는 태어날때부터 선척적으로 축구선수에게 불리한 평발이였다.
2006년 12월 17일 2살 연상인 강수연 씨와 경북 구미에서 결혼했다.

## 수상
FC 서울
- 리그컵: 우승 (2006)
- FA컵: 준우승 (2016)
- K리그 클래식: 우승 (2016)

 전남 드래곤즈
- FA컵: 우승 (2007)

 울산 현대
- K리그: 준우승 (2011)
- AFC 챔피언스리그: 우승 (2012)

 알힐랄
- 사우디아라비아 크라운 프린스 컵: 준우승 (2014-15)
- AFC 챔피언스리그: 준우승 (2014)

 대한민국
- 동아시아 축구 선수권 대회 : 우승 (2008), 준우승 (2010)
- AFC 아시안컵 : 준우승 (2015), 3위 (2011)

개인
- K리그 베스트 11: 2011, 2012
- AFC 챔피언스리그 드림팀: 2014
- AFC 아시안컵 드림팀: 2015
- 2015년 AFC 아시안컵 맨 오브 더 매치: vs. 우즈베키스탄 (8강전)

## 참고 자료
- 곽태휘 인터뷰 - 왼눈 실명, 평발...곽태휘의 '인간승리 드라마'
- 김성원의 센터서클 - 9년 전 쫓겨난 곽태휘의 '인생역전' 그리고 FC서울 운명
- 곽태휘, 유럽이 아닌 K리그를 택한 까닭
- 이영미 人터뷰 - 곽태휘, 중국 오퍼 거절하고 FC서울 남았다